# Murō-ji

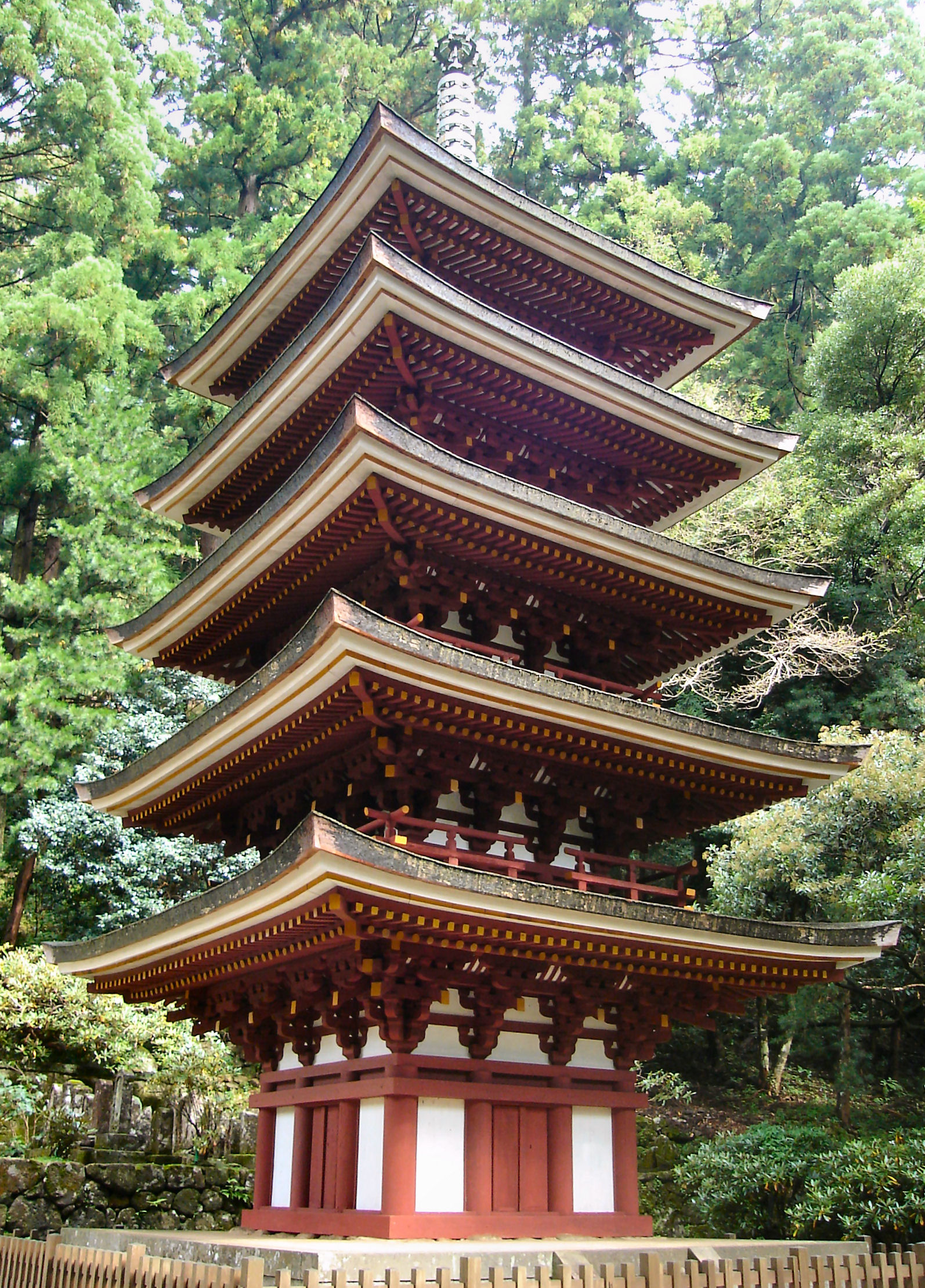
Die fünfstöckige Pagode

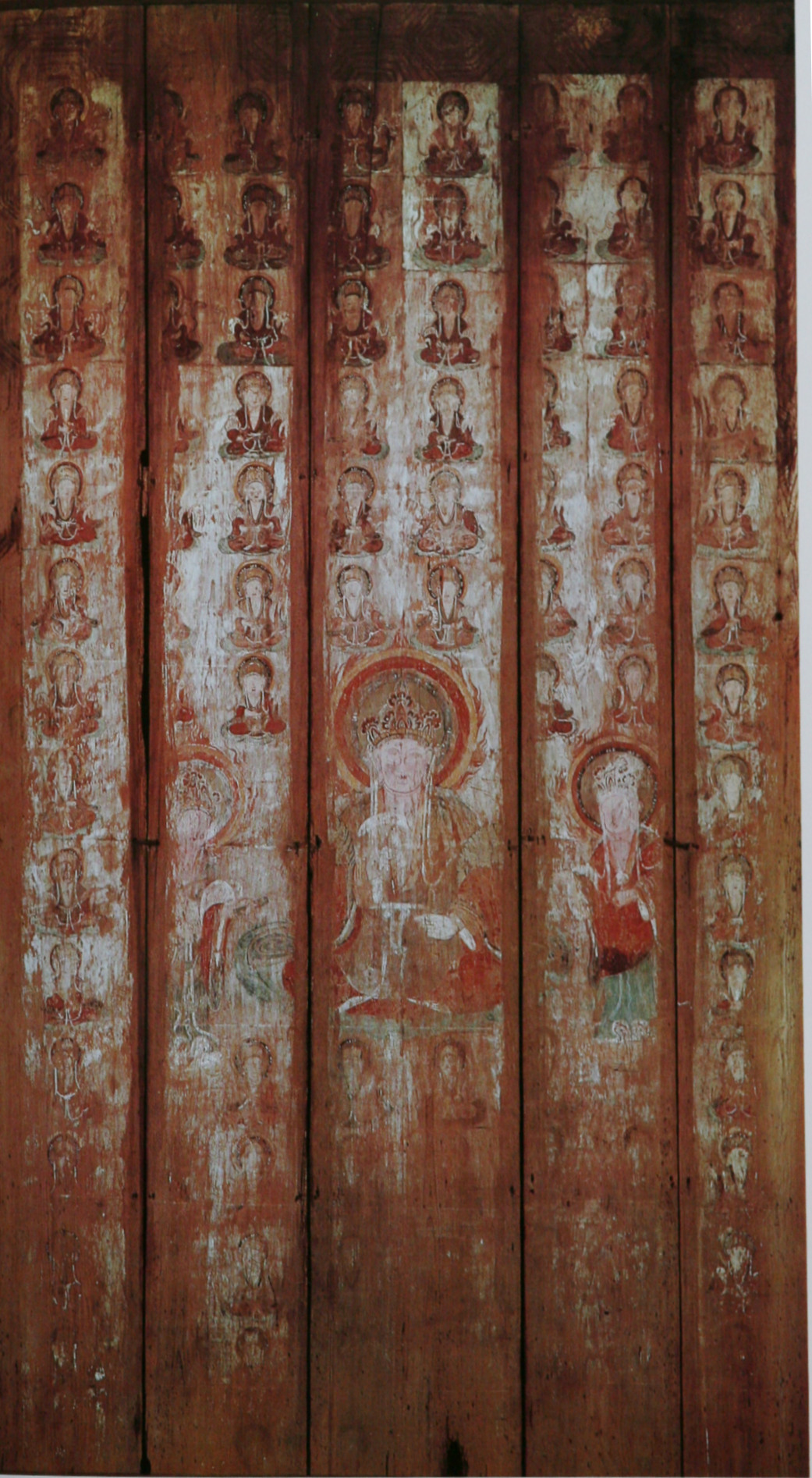
Taishakuten Mandala

Murō-ji (japanisch 室生寺) ist ein alter Tempel des Shingon-Buddhismus. Er befindet sich auf dem Gebiet der Stadt Uda in den Bergen am Südende der Präfektur Nara. Da er im Unterschied zu den meisten Tempeln seiner Zeit auch Frauen aufnahm, wird er auch „Kōya der Frauen“ (女人高野, Nyonin Kōya) genannt.

## Übersicht
Der Murō-ji hat seinen Namen von der Murō-Vulkankette. Dort sind viele Höhlen entstanden, die von alters her Gläubige anzogen. Über die Ursprünge des Tempels ist nichts Genaues bekannt. So soll er nach der Überlieferung des Tempels auf Wunsch des Kaisers Temmu im Jahre 681 von En no Gyōja gegründet worden sein. Man nimmt aber eher an, dass die Gründung in die Hōki-Ära (770–781) fällt, als der damalige Kronprinz und spätere Kaiser Kammu erkrankte und fünf Priester in dieser Gegend um Genesung beteten. Danach soll Kenkyō (賢憬; 714–793), bedeutender Priester des Kōfuku-ji, den Tempel errichtet haben. Sein Schüler Shūen (修円; 771–835) wirkte dann zu Beginn der Heian-Zeit und vollendete die Anlage. Shūen galt damals gleich bedeutend wie Kōbō Daishi und Denkyō Daishi.
In der Edo-Zeit förderte Tokugawa Tsunayoshi den Tempel, so dass dieser sich vom Kōfuku-ji lösen und eine eigene Richtung des Shigon begründen konnte. Dieser integrierte auch die Anbetung des Drachengottes (龍王, Ryūō), der von der Landbevölkerung in einer nahen Höhle als Helfer in Dürreperioden verehrt wurde. Von Anbeginn war der Tempel auch Frauen zugänglich.

## Die Anlage
Man überquert eine Trommelbrücke, die über den schmalen Murō-Fluss den Zugang ermöglicht und passiert das Äußere Tor (Omote-mon). Dahinter sind die Mönchsquartiere, weiter rechts passiert man das Niō-Tor, als Rōmon ausgeführt. Das ursprüngliche Tor aus der Genroku-Zeit fehlte lange nach einem Brand, es wurde 1965 durch einen Nachbau ersetzt. Dahinter befindet sich ein kleiner Schrein für Benzaiten. Man steigt nun eine Steintreppe den von Büschen eingefassten Yoroi-Hang (鎧坂, Yoroisaka) hinauf und hat dann die folgenden Gebäude vor sich. 

### Gebäude
(⦿ = Nationalschatz, ◎ = Wichtiges Kulturgut Japans)
- ◎ Mirokudō (弥勒堂), ein Gebäude aus der Kamakura-Zeit, enthält verschiedene buddhistische Skulpturen, darunter einen stehenden ◎ Miroku und einen sitzender ⦿ Shaka Nyorai, beide aus Holz.
- ⦿ Kondō (金堂), aus der Heian-Zeit stammend, ist am Berghang angelegt. Aufgestellt sind eine Reihe von buddhistischen Figuren (alle ◎) mit einem stehenden ⦿ Shaka Nyorai in der Mitte. Davor sind – kleiner – die zwölf Himmlischen Generäle (十二神将, Jūni shinshō) aufgestellt. Hinter den Skulpturen befindet sich eine auf Hinoki-Brettern gemalte farbige ⦿ Mandala-Darstellung (帝釈天曼荼羅図) mit dem Taishaku-ten.
- ⦿ Hondō (本堂), hat ein Dach in Irimoya-Form, das mit Hinoki-Rinde gedeckt ist, und das in ein stark geschwungenes Vordach ausläuft. Das Gebäude heißt auch Kanjōdō (潅頂堂), nach der im Shingon wichtigen Kanjō-Zeremonie. Es stammt aus der Kamakura-Zeit. Dort ist eine ◎ Nyoirin-Kannon-Figur aus Holz (如意輪観音) aufgestellt. Neben dem Gebäude befindet sich ein größeres Grab, das mit einem Gorintō geschmückte ist und Kitabatake Chikafusa (1293–1354) zugeschrieben wird.
- ⦿ Die fünfstöckige, rotlackierte Pagode ist nur 16,1 m hoch und hat einen quadratischen Grundriss von 2,45 m. Sie ist damit die kleinste, im Freien stehende Pagode dieses Typs. Die Breitenabnahme nach oben ist extreme gering. Die Dächer sind mit Hinoki-Rinde gedeckt (檜皮葺, hiwadabuki). Die Pagode wird wie das Kondō auf die Heian-Zeit datiert. Neben der Pagode befindet sich Shūens Grab.

### Oku no in
Hinter der Pagode führt ein längerer Weg, zur Hälfte als Treppe ausgeführt, zum auf einer Anhöhe gelegenen, „Hinteres Anwesen“ (奥の院, Oku no in) genannten Anlage. 
- ◎ Mieidō (御影堂) heißt das kleine Gebäude im Mittelpunkt. Es ist mit quadratischem Grundriss ausgeführt (単層宝形造, tansō hōgyō-zukuri), mit schmalen Brettern gedeckt und mit einer Krönung aus Stein (露盤, rōban) versehen.

## Bilder

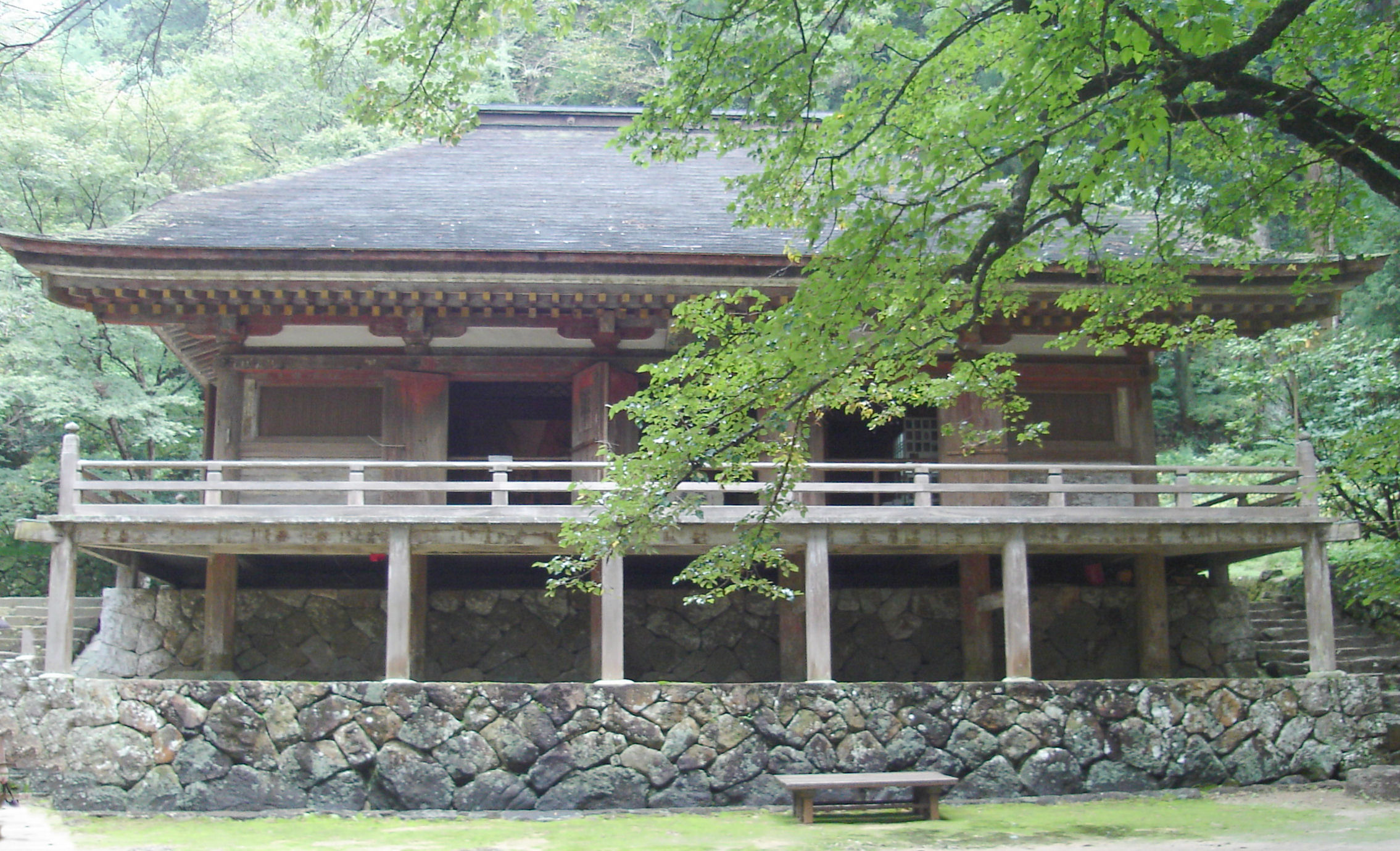
Kondō
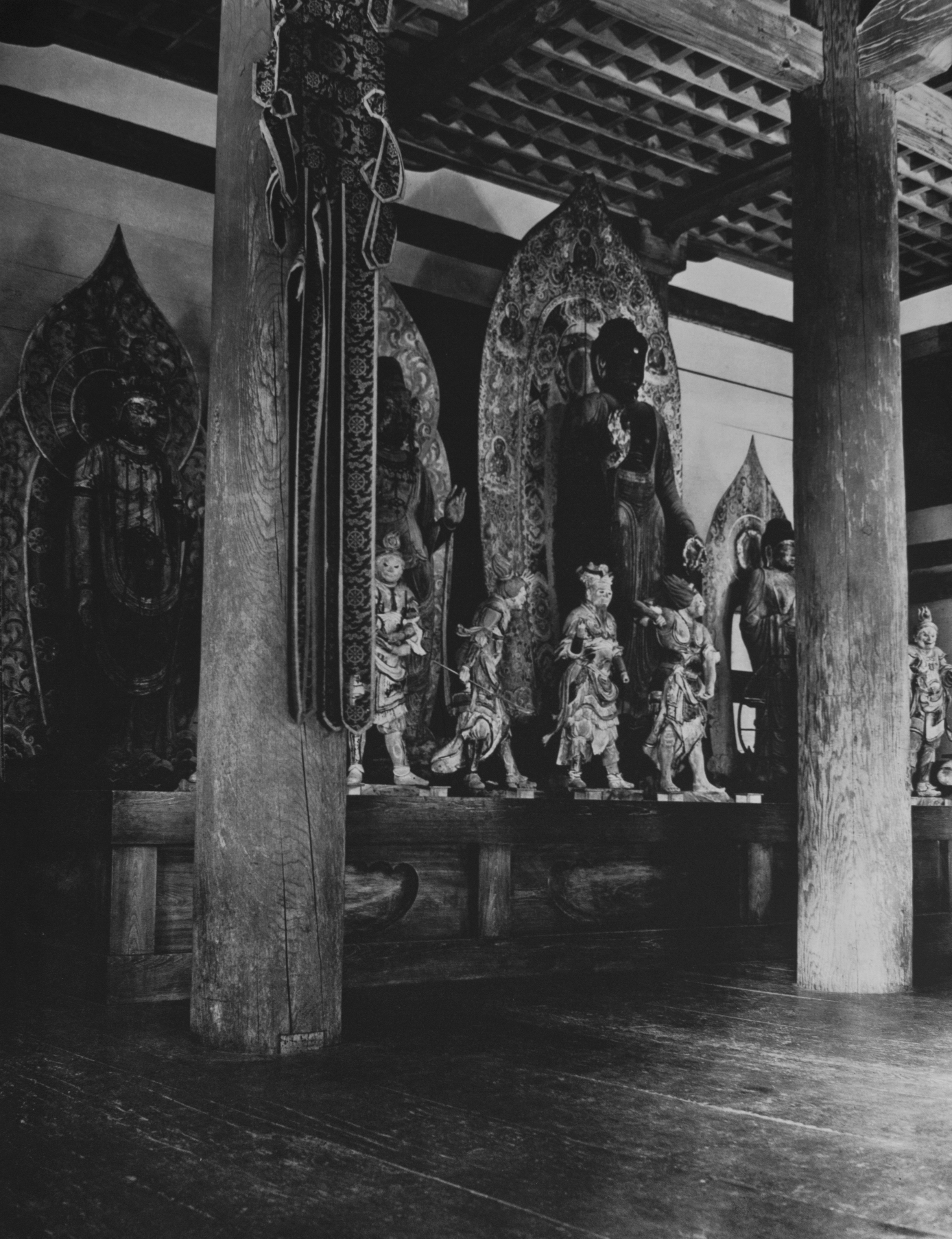
Im Inneren des Kondō
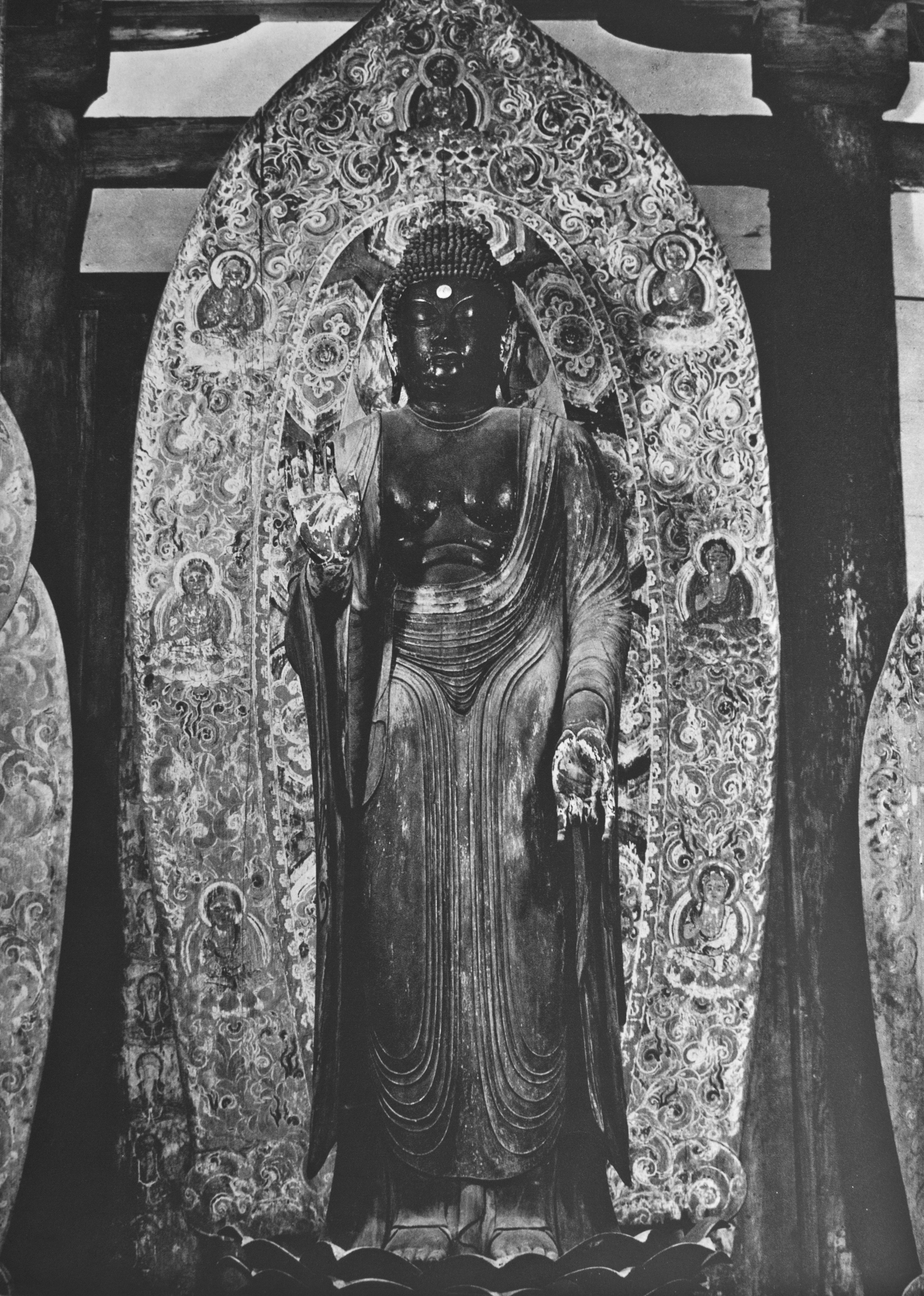
Shaka Nyorai (Kondō)
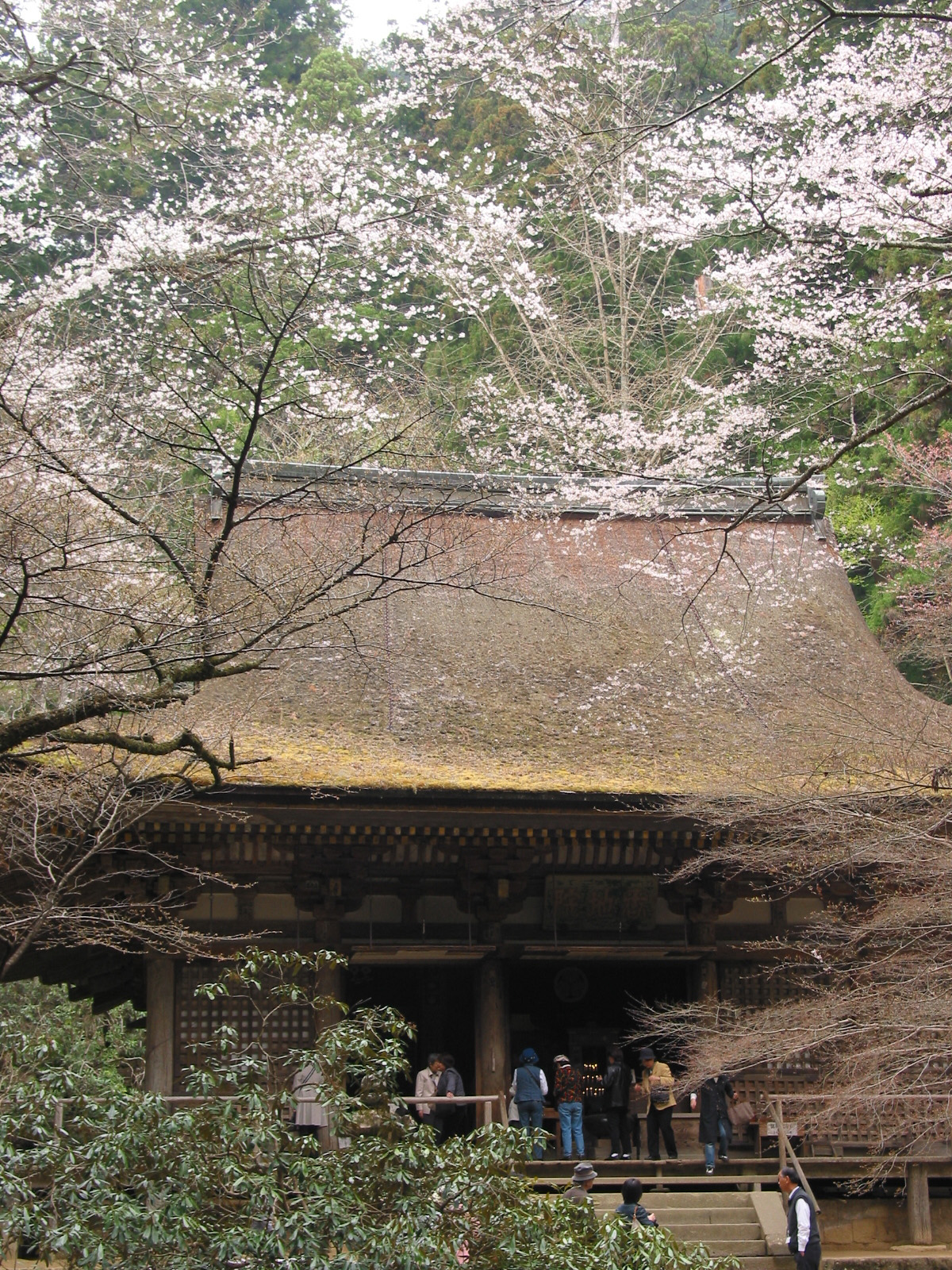
Hondō
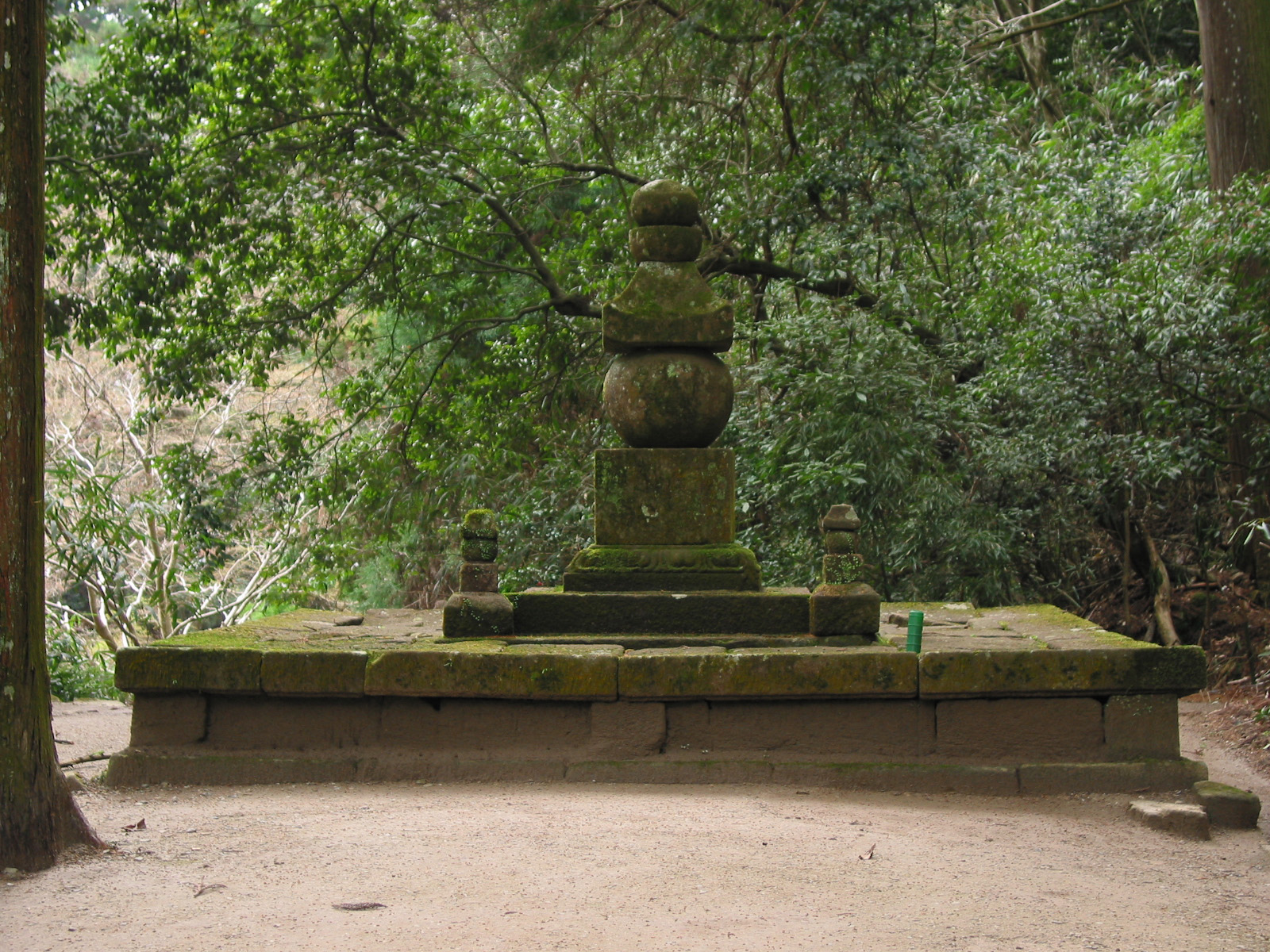
Gorintō (Kitabatakes Grab)
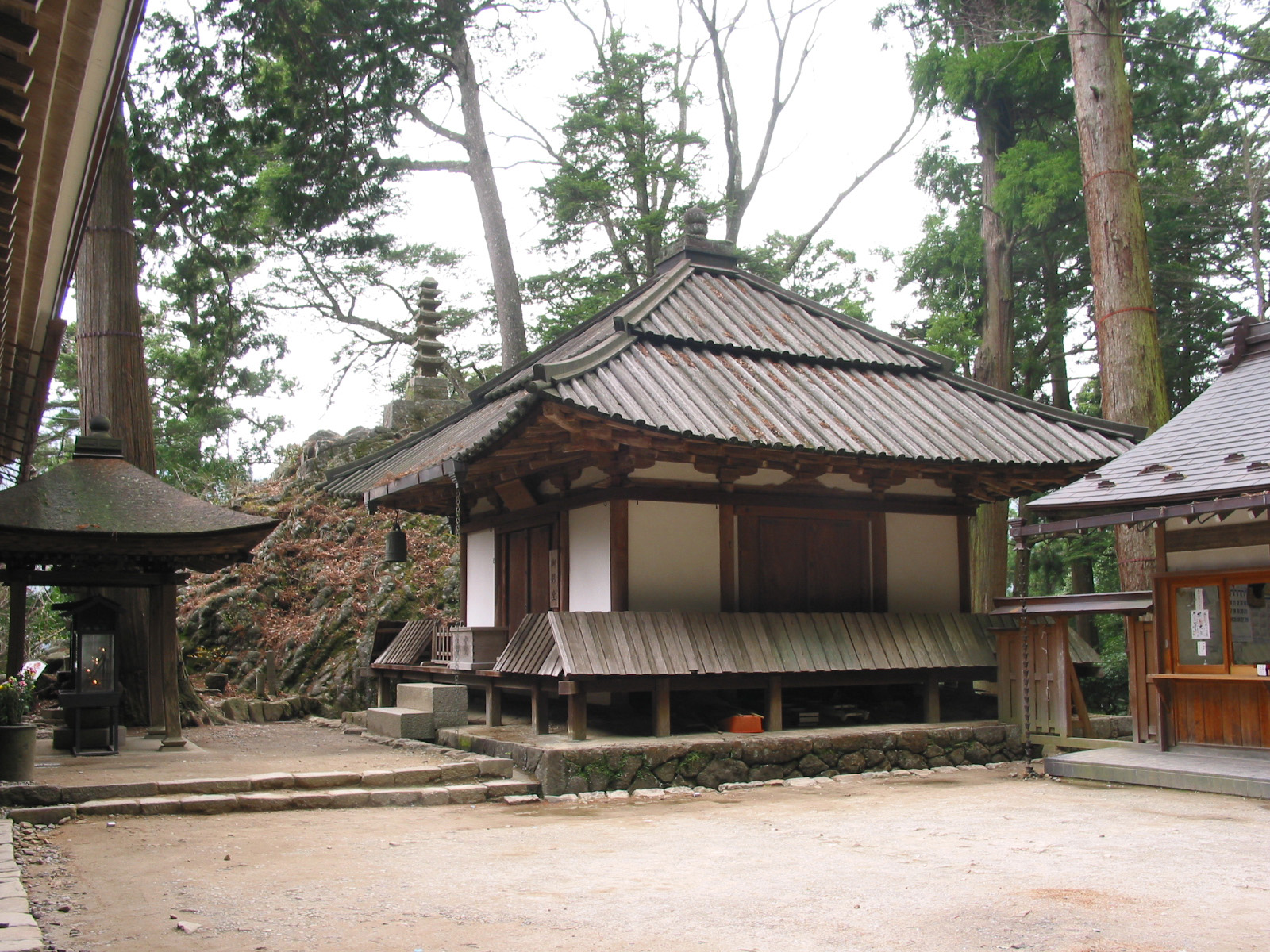
Mieidō